# Slavičín
Slavičín (niem. Slawitschin) – miasto w Czechach, w kraju zlińskim, w powiecie Zlín. Według danych z 31 grudnia 2003 powierzchnia miasta wynosiła 3 369 ha, a liczba jego mieszkańców 7 079 osób.

## Demografia
| Rok             | 1970  | 1980  | 1991  | 2001  | 2003  |
| --------------- | ----- | ----- | ----- | ----- | ----- |
| Liczba ludności | 5 478 | 7 016 | 7 197 | 7 159 | 7 079 |

Źródło: Czeski Urząd Statystyczny